# Katarzyna Andegaweńska
Katarzyna Andegaweńska (węgr. Katalin) (ur. początek lipca 1370, zm. 1378) – pierwsza lub druga córka króla Węgier i Polski Ludwika Andegaweńskiego i Elżbiety Bośniaczki. Siostra króla Węgier Marii Andegaweńskiej i króla Polski Jadwigi Andegaweńskiej. 

## Życiorys
Pochodziła z jego drugiego małżeństwa z Elżbietą Bośniaczką.
W planach dynastycznych ojca wyznaczono jej rolę królowej Polski. Po nadaniu przywileju koszyckiego w 1374 to jej przedstawiciele polskiej szlachty złożyli hołd jako ewentualnej następczyni tronu. W 1374 roku została zaręczona według formy sponsalia de futuro z francuskim królewiczem Ludwikiem, młodszym synem Karola V Mądrego. Katarzyna zmarła w 1378 w wieku 8 lat. Została pochowana w bazylice w Székesfehérvárze.
Po śmierci Katarzyny jej ojciec podjął decyzję o obsadzeniu tronu w Krakowie młodszą córką Marią. Ostatecznie w 1384 roku królową (a formalnie królem) Polski została najmłodsza z sióstr – Jadwiga.